# Xenopsylla sulcata
Xenopsylla sulcata är en loppart som beskrevs av Ingram 1928. Xenopsylla sulcata ingår i släktet Xenopsylla och familjen husloppor. Inga underarter finns listade i Catalogue of Life.